# Rocka Rolla
Rocka Rolla debitanski je studijski album britanskog heavy metal sastava Judas Priest. Album je 6. rujna 1974. godine objavila diskografska kuća Gull Records. Producent albuma bio je Rodger Bain, koji je također producirao prva tri albuma Black Sabbatha. Jedini je album sastava s bubnjarom Johnom Hinchom.

## O albumu
Album je snimljen u lipnju i srpnju 1974. godine. Snimljen je uživo u studiju. Singl "Rocka Rolla" objavljen je u kolovozu iste godine, a sam album 6. rujna. Producent albuma jest Rodger Bain, koji je producent na prvim trima albumima Black Sabbatha. Godine 1975. bubnjar John Hinch napustio je sastav. Zamijenio ga je Alan Moore, s kojim je sastav snimio uradak Sad Wings of Destiny. Većina pjesama s Rocka Rolle grupa nije svirala uživo od 70-ih godina 20. stoljeća. Godine 1984. album je ponovno objavljen s alternativnom naslovnicom.

## Popis pjesama
| 1. | »One for the Road« | 4:39 |
| 2. | »Rocka Rolla«      | 3:02 |
| 3. | »Winter«           | 3:00 |
| 4. | »Deep Freeze«      | 2:00 |
| 5. | »Winter Retreat«   | 1:30 |
| 6. | »Cheater«          | 2:57 |

| Strana B | Strana B                          | Strana B | Strana B | Strana B | Strana B | Strana B | Strana B | Strana B | Strana B |
| Br.      | Skladba                           | Trajanje |          |          |          |          |          |          |          |
| -------- | --------------------------------- | -------- | -------- | -------- | -------- | -------- | -------- | -------- | -------- |
| 7.       | »Never Satisfied«                 | 4:53     |          |          |          |          |          |          |          |
| 8.       | »Run of the Mill«                 | 8:34     |          |          |          |          |          |          |          |
| 9.       | »Dying to Meet You«               | 6:18     |          |          |          |          |          |          |          |
| 10.      | »Caviar and Meths« (instrumental) | 2:05     |          |          |          |          |          |          |          |
| 38:58    |                                   |          |          |          |          |          |          |          |          |

## Zasluge
| Judas Priest - Rob Halford – vokal - Glenn Tipton – gitara - K. K. Downing – gitara - Ian Hill – bas-gitara - John Hinch – bubnjevi | Ostalo osoblje - Vic Coppersmith-Heaven – inženjer zvuka - John Pasche – koncept omota - Rodger Bain – produkcija |

## Vanjske poveznice
- Rocka Rolla na AllMusicu